# Hundelgem
Hundelgem, parfois Hundelghem en français est une section de la commune belge de Zwalin située en Région flamande dans la province de Flandre-Orientale. C'était une commune à part entière avant la fusion des communes de 1977 quand elle sera intégrée dans la commune de Munkzwalm pour devenir en 1977 une section de Zwalin.

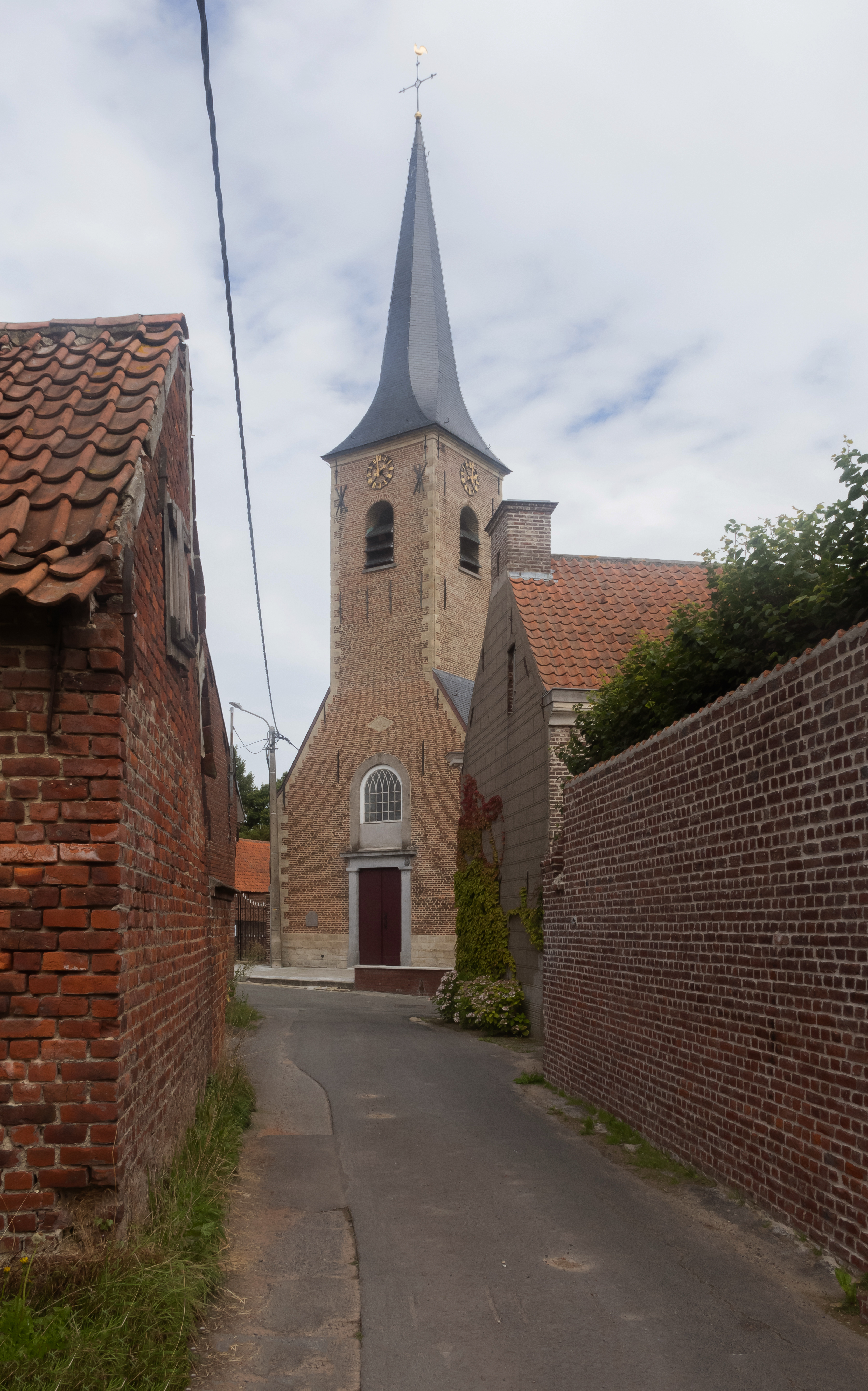
L'église: Sint-Amanduskerk

## Démographie

### Évolution démographique
- Sources : INS, Rem. : 1831 jusqu'en 1961 = recensements[2].